# Neostethus djajaorum
Neostethus djajaorum är en fiskart som beskrevs av Parenti och Louie, 1998. Neostethus djajaorum ingår i släktet Neostethus och familjen Phallostethidae. Inga underarter finns listade i Catalogue of Life.